# Maximilian de Angelis
Maximilian de Angelis (2 de octubre de 1889-6 de diciembre de 1974) fue un general en la Wehrmacht de la Alemania Nazi durante la II Guerra Mundial. Fue condecorado con la Cruz de Caballero de la Cruz de Hierro con Hojas de Roble.
El 4 de abril de 1946 Angelis fue extraditado a Yugoslavia donde fue sentenciado a 20 años por crímenes de guerra. Después fue extraditado a la Unión Soviética donde fue sentenciado dos veces a 25 años. Fue liberado en 1955 y repatriado a Alemania.

## Condecoraciones
- Cruz de Hierro (1939) 2ª Clase (13 de mayo de 1940) & 1ª Clase (1 de junio de 1940)[1]
- Cruz de Caballero de la Cruz de Hierro con Hojas de Roble
  - Cruz de Caballero el 9 de febrero de 1942 como Generalleutnant y comandante de la 76. Infanterie-Division[2]
  - 323ª Hojas de Roble el 12 de noviembre de 1943 como General der Artillerie y comandante del XXXXIV. Armeekorps[2]